# Prokineticinski receptor
Prokineticinski receptor je G-protein spregnuti receptor koji vezuje peptidni hormon prokineticin. Postoje dve varijante ovog peptida.  One su kodirane genima:  i . Ti receptori posreduju kontrakciju gastrointestinal glatkih mišića i angiogenezu.

## Literatura
1. ↑  „Prokineticin Receptors”. IUPHAR Database of Receptors and Ion Channels. International Union of Basic and Clinical Pharmacology. Архивирано из оригинала 16. 05. 2011. г.
2. ↑  Lin DC, Bullock CM, Ehlert FJ, Chen JL, Tian H, Zhou QY (2002). „Identification and molecular characterization of two closely related G protein-coupled receptors activated by prokineticins/endocrine gland vascular endothelial growth factor”. J. Biol. Chem. 277 (22): 19276—80. PMID 11886876. doi:10.1074/jbc.M202139200.

## Spoljašnje veze
- PROKR1+protein,+human на 
- PROKR2+protein,+human на 